# Finale della UEFA Conference League 2024-2025
La finale della 4ª edizione della UEFA Conference League si è giocata il 28 maggio 2025 allo stadio municipale di Breslavia, in Polonia, fra gli spagnoli del Betis e gli inglesi del Chelsea. Essa è stata vinta dal Chelsea, al primo successo nella competizione, con il punteggio di 4-1.
I londinesi avrebbero ottenuto l'accesso alla fase campionato della UEFA Europa League 2025-2026, ma parteciperanno alla UEFA Champions League 2025-2026, competizione a cui si sono qualificati attraverso il piazzamento in campionato. Il Chelsea è diventata inoltre la prima compagine europea ad avere vinto almeno una volta le quattro competizioni europee stagionali organizzate dalla UEFA (Coppa dei Campioni/Champions League, Coppa delle Coppe, Coppa UEFA/Europa League e Conference League).

## Le squadre
| Squadre | Partecipazioni precedenti (il grassetto indica la vittoria) |
| ------- | ----------------------------------------------------------- |
| Betis   | Nessuna                                                     |
| Chelsea | Nessuna                                                     |

## Antefatti
Tra le due squadre i precedenti in competizioni UEFA per club sono quattro: i primi due risalgono al 1998, quando Béticos e Blues si affrontarono ai quarti di finale della Coppa delle Coppe. Entrambi gli scontri si conclusero con una vittoria del Chelsea, che si impose per 2-1 all'andata a Siviglia e per 3-1 a Londra al ritorno. Gli altri e ultimi due si registrano nella fase a gironi della Champions League 2005-2006, i quali videro un 4-0 degli inglesi a Stamford Bridge e l'acuto di misura degli andalusi al Villamarín.
Si tratta della prima finale di Conference League sia per una che per l'altra sfidante, mentre per il Betis è l'esordio assoluto in un atto conclusivo di una competizione europea. Il Chelsea invece disputa la sua tredicesima finale europea, a distanza di tre anni dalla Supercoppa UEFA conseguita nel 2021 contro il Villarreal. I due allenatori, Manuel Pellegrini ed Enzo Maresca, non erano mai arrivati ad un tale punto in un torneo UEFA, con quest'ultimo che potrebbe diventare il primo tecnico italiano a vincere la Conference League.
Vincendo, il Chelsea diventerebbe l'unica squadra a trionfare in tutte le quattro competizioni UEFA per club principali (Coppa dei Campioni/Champions League, Coppa UEFA/Europa League, Conference League e Coppa delle Coppe). Sarebbe il nono titolo continentale per i londinesi.

## Sede
Il 28 giugno 2023 la UEFA ha selezionato le sedi per le finali di Conference League del 2024 e del 2025, dopo aver indetto un bando nel giugno del 2022, collocandole rispettivamente allo stadio Agia Sophia di Atene e allo stadio municipale di Breslavia. Terminato nel 2011 in vista dell'Europeo 2012 in Polonia e Ucraina, ha ospitato tre incontri della rassegna, ovvero Russia-Rep. Ceca, Grecia-Rep. Ceca e Rep. Ceca-Polonia, validi per il girone A.

## Il cammino verso la finale

### Betis
Il Betis di Manuel Pellegrini inizia il proprio cammino dalle fasi di qualificazione, dove elimina il Kryvbas negli spareggi con un risultato complessivo di 5-0, determinato dal successo per 2-0 in trasferta e da quello per 3-0 in casa, accedendo così alla fase campionato.
Con l’entrata in vigore della nuova formula, le squadre non vengono più inserite in un classico girone all'italiana da quattro, ma in una classifica unica determinata dallo svolgimento di sei incontri con altrettante squadre diverse per ciascun partecipante, decretati tramite sorteggio. Il Betis viene dunque estratto con Copenaghen, Legia Varsavia, HJK, Mladá Boleslav, Celje e Petrocub Hîncești. All'esordio gli spagnoli vengono sconfitti in trasferta per 1-0 dai polacchi, racimolando poi solamente un pareggio in casa per 1-1 contro i danesi. La prima vittoria europea si manifesta alla terza giornata, dove allo stadio Benito Villamarín gli andalusi superano per 2-1 gli sloveni. Seguono un'ulteriore sconfitta esterna per 2-1 causata dai cechi e due fondamentali trionfi, entrambi ottenuti col risultato di 1-0, rispettivamente ai danni del Petrocub Hîncești in Romania e dell'HJK a Siviglia, i quali consentono ai Béticos di chiudere la fase campionato al quindicesimo posto complessivo con 10 punti, utili per accedere agli spareggi.
L'urna degli spareggi riserva al Betis uno scontro con il Gent. In virtù della schiacciante vittoria per 3-0 in Belgio, gli spagnoli passano il turno nonostante la sconfitta per 1-0 nel ritorno in Spagna. Agli ottavi di finale, la formazione di Pellegrini viene abbinata con il Vitória Guimarães. Dopo l'iniziale pareggio per 2-2 allo stadio Benito Villamarín, gli andalusi vincono con un perentorio 4-0 allo stadio D. Afonso Henriques grazie alla doppietta di Bakambu e alle rispettive reti di Antony e Isco. Ai quarti di finale, gli iberici affrontano lo Jagiellonia, eliminandolo con un punteggio complessivo di 3-1 nel doppio confronto, sancito dal trionfo per 2-0 nella gara d'andata a Siviglia e dal pareggio per 1-1 nel ritorno a Białystok. In semifinale, il Betis incontra la Fiorentina, finalista delle due precedenti edizioni. Nel match d'andata allo stadio Benito Villamarín le reti di Ezzalzouli e Antony rispondono a quella avversaria di Ranieri, permettendo così ai padroni di casa di imporsi per 2-1. Nel ritorno allo stadio Artemio Franchi, i Béticos si portano in vantaggio con il gol di Antony, ma vengono poi rimontati dalla doppietta italiana di Gosens. Ai tempi supplementari, una marcatura di Ezzalzouli ristabilisce l'equilibrio sul 2-2 finale e consente al Betis di staccare il pass per l'atto conclusivo della competizione, nonché il primo in assoluto a livello continentale.

### Chelsea
Il Chelsea di Enzo Maresca inizia anch'esso il proprio cammino dalle fasi di qualificazione, dove elimina il Servette negli spareggi con un risultato complessivo di 3-2 nel doppio confronto, sancito dal trionfo per 2-0 in casa e dall'ininfluente sconfitta per 2-1 in trasferta, accedendo così alla fase campionato.
Gli inglesi vengono dunque estratti con Gent, Heidenheim, Shamrock Rovers, Astana, Noah e Panathīnaïkos. Nelle prime tre giornate il Chelsea raccoglie altrettante vittorie: un 4-2 in casa contro i belgi; un netto 4-1 in trasferta ai danni dei greci ed un clamoroso 8-0 sugli armeni allo Stamford Bridge. Seguono altri tre successi nelle restanti partite: un 2-0 esterno sul campo dei tedeschi; un 3-1 in Kazakistan ai danni dell'Astana ed un altisonante 5-1 contro lo Shamrock Rovers in Inghilterra, che permettono appunto ai londinesi di chiudere la fase campionato al primo posto della graduatoria con 18 punti, risultando essere l'unico club ad aver effettuato un percorso di sole vittorie.
L'urna degli ottavi di finale riserva al Chelsea uno scontro con il Copenaghen, che viene eliminato con un punteggio complessivo di 3-1 nella doppia sfida, determinato dal trionfo per 2-1 al Parken Stadium e da quello per 1-0 allo Stamford Bridge. Ai quarti di finale, la formazione di Maresca viene abbinata con il Legia Varsavia. Nel match d'andata in Polonia, la rete di George e la doppietta di Madueke consentono ai britannici di imporsi con un perentorio 3-0, nonché di rendere ininfluente la sconfitta per 2-1 patita nella gara di ritorno in Inghilterra. In semifinale, il Chelsea affronta il Djurgården. Grazie a due vittorie, rispettivamente per 4-1 a Stoccolma e per 1-0 a Londra, i Blues staccano il pass per la finale, la prima nella competizione, a distanza di quattro anni dall'ultima disputata a livello europeo.

### Tabella riassuntiva del percorso
Note: In ogni risultato sottostante, il punteggio della finalista è menzionato per primo. (C: Casa; T: Trasferta)
| Squadra         | Pt | G |
| --------------- | -- | - |
| Panathīnaïkos   | 10 | 6 |
| Olimpia Lubiana | 10 | 6 |
| Betis           | 10 | 6 |
| Heidenheim      | 10 | 6 |
| Gent            | 9  | 6 |

| Squadra           | Pt | G |
| ----------------- | -- | - |
| Chelsea           | 18 | 6 |
| Vitória Guimarães | 14 | 6 |
| Fiorentina        | 13 | 6 |
| Rapid Vienna      | 13 | 6 |
| Djurgården        | 13 | 6 |

## Contesto
Allo stadio municipale di Breslavia, Betis e Chelsea si affrontano in un'inedita finale, la prima nella competizione per entrambe. Gli andalusi avevano concluso il campionato al sesto posto, qualificandosi di diritto all'Europa League, mentre i Blues, battendo il Nottingham Forest all'ultima giornata, si erano guadagnati l'accesso alla Champions League, dopo due stagioni di assenza. Manuel Pellegrini, tecnico del Betis, deve fare a meno di Bellerín e Llorente, entrambi infortunati, e opta per un 4-2-3-1, in cui a protezione del portiere Adrián vi sono, da destra verso sinistra, Sabaly, Bartra, Natan e Rodríguez. In mediana Fornals e Cardoso, dietro al trequartista e capitano Isco, affiancato da Antony a destra ed Ezzalzouli a sinistra. In attacco, l'unico terminale è il congolese Bakambu.
Specularmente si dispone il Chelsea dell'italiano Maresca, che da giocatore del Siviglia, eterno rivale cittadino del Betis, aveva vinto la Coppa UEFA nel 2006, segnando una doppietta in finale: in porta il danese Jørgensen, preferito a Sánchez, in difesa, rispettivamente a destra e a sinistra, Gusto e Cucurella, mentre al centro del reparto presenziano Badiashile e Chalobah. La diga di centrocampo è composta dal capitano di giornata Fernández accompagnato da Caicedo; infine, alle spalle della punta Jackson, giocano Madueke, Palmer e Pedro Neto. Nonostante fosse dato possibile titolare, James non viene schierato, e dunque partirà dalla panchina.

## La partita

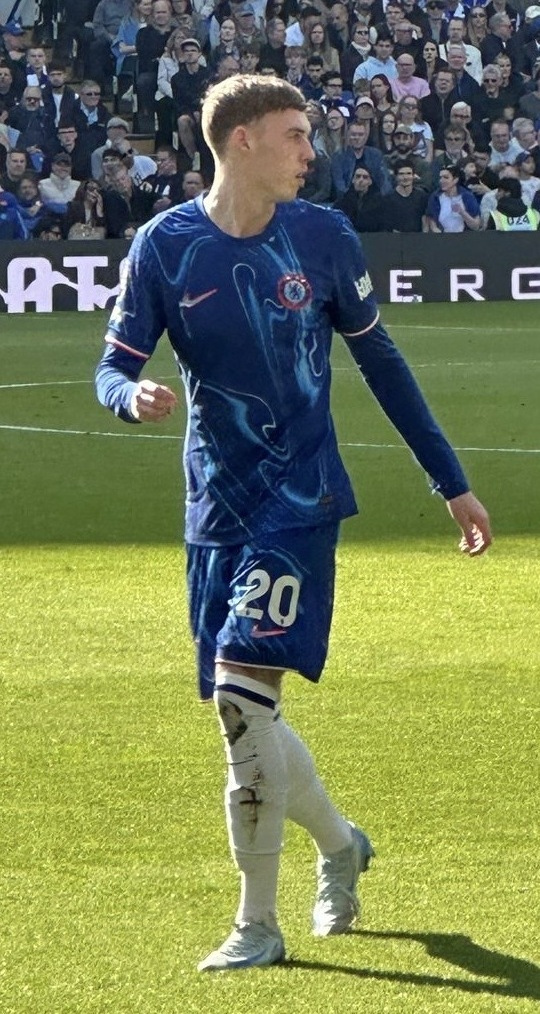
Cole Palmer, autore di due assist e premiato come MVP della finale.

Sin dalle prime battute di gara, il Betis dimostra una notevole aggressività, tanto da trovare subito il vantaggio al 9': il pressing di Fornals induce Gusto ad un errore in fase d'impostazione; col pallone che finisce tra i piedi di Isco, abile poi a premiare l'inserimento di Ezzalzouli, che con un diagonale mancino trova la rete dell'1-0. Dopo pochi minuti, gli spagnoli sfiorano pure il raddoppio con un tiro dalla distanza di Bartra, disinnescato tuttavia da un'ottima parata in tuffo di Jørgensen. Il Chelsea palesa confusione e rischia nuovamente sull'azione personale di Ezzalzouli, che dribbla in successione Gusto e Caicedo per poi appoggiare all'accorrente Cardoso, il quale spara clamorosamente alto da posizione favorevole. Il primo tempo si chiude dunque con gli andalusi avanti di misura.
Nella seconda frazione, il Chelsea si ripresenta in campo con un altro piglio e perviene alla conclusione con il neoentrato James, che sugli sviluppi di un angolo calcia potentemente di controbalzo, trovando però la provvidenziale chiusura di Natan. Al 65' si accende l'estro di Palmer, che con un lancio millimetrico dalla trequarti pesca l'inserimento di Fernández, bravo a superare Adrián con un colpo di testa per riequilibrare la partita. Cinque minuti dopo, è ancora il fantasista inglese a propiziare la via del gol per i Blues: prima salta di netto il subentrato Jesús Rodríguez sulla fascia e poi appoggia in mezzo all'area per Jackson, che da pochi passi deposita comodamente in rete il 2-1. Accusato il rapido uno-due, il Betis crolla inevitabilmente dal punto di vista psicologico, esponendosi ai contropiedi avversari, che all'83' portano difatti al terzo gol dei londinesi firmato da Sancho, il quale, servito in profondità dal neoentrato Dewsbury-Hall, trova la gioia personale con uno splendido destro a giro sotto l'incrocio dei pali. Nel recupero c'è anche spazio per la rete del definitivo 4-1 ad opera di Caicedo, che con una conclusione dal limite beffa l'estremo difensore spagnolo.
Dopo il triplice fischio dell'arbitro Peljto, il Chelsea può legittimare la conquista della sua prima Conference League, diventando inoltre la prima squadra europea a trionfare in tutte le cinque maggiori competizioni confederali (Coppa dei Campioni/Champions League, Coppa UEFA/Europa League, Conference League, Coppa delle Coppe e Supercoppa UEFA).

## Tabellino
La squadra "di casa" (ai fini amministrativi) è stata predeterminata come la vincente della prima semifinale (Betis).
| Arbitro: | Irfan Peljto |

|               |           |                                                    |
| Ezzalzouli 9’ | Marcatori | 65’ Fernández 70’ Jackson 83’ Sancho 90+1’ Caicedo |

| Betis | Chelsea |

| P                 | 13 | Adrián            |       |     |
| D                 | 23 | Youssouf Sabaly   |       |     |
| D                 | 5  | Marc Bartra       |       |     |
| D                 | 6  | Natan             |       |     |
| D                 | 12 | Ricardo Rodríguez |       | 46’ |
| C                 | 18 | Pablo Fornals     |       | 85’ |
| C                 | 22 | Isco              |       |     |
| C                 | 4  | Johnny Cardoso    |       | 85’ |
| A                 | 7  | Antony            | 88’   |     |
| A                 | 11 | Cédric Bakambu    |       | 72’ |
| A                 | 10 | Abde Ezzalzouli   |       | 53’ |
| A disposizione:   |    |                   |       |     |
| P                 | 25 | Fran Vieites      |       |     |
| P                 | 41 | Manu González     |       |     |
| D                 | 15 | Romain Perraud    | 90+5’ | 46’ |
| D                 | 24 | Aitor Ruibal      |       | 72’ |
| D                 | 32 | Nobel Mendy       |       |     |
| D                 | 40 | Ángel Ortiz       |       |     |
| C                 | 16 | Sergi Altimira    |       | 85’ |
| C                 | 20 | Giovani Lo Celso  |       | 85’ |
| C                 | 46 | Mateo Flores      |       |     |
| A                 | 36 | Jesús Rodríguez   |       | 53’ |
| A                 | 52 | Pablo García      |       |     |
| Allenatore:       |    |                   |       |     |
| Manuel Pellegrini |    |                   |       |     |

| P               | 12 | Filip Jørgensen       |     |     |
| D               | 27 | Malo Gusto            |     | 46’ |
| D               | 23 | Trevoh Chalobah       |     |     |
| D               | 5  | Benoît Badiashile     | 55’ | 61’ |
| D               | 3  | Marc Cucurella        |     |     |
| C               | 8  | Enzo Fernández        |     |     |
| C               | 25 | Moisés Caicedo        |     |     |
| C               | 11 | Noni Madueke          |     |     |
| C               | 20 | Cole Palmer           | 79’ | 87’ |
| C               | 7  | Pedro Neto            |     | 61’ |
| A               | 15 | Nicolas Jackson       |     | 80’ |
| A disposizione: |    |                       |     |     |
| P               | 1  | Robert Sánchez        |     |     |
| P               | 47 | Lucas Bergström       |     |     |
| D               | 4  | Tosin Adarabioyo      |     |     |
| D               | 6  | Levi Colwill          |     | 61’ |
| D               | 24 | Reece James           |     | 46’ |
| D               | 34 | Josh Acheampong       |     |     |
| C               | 22 | Kiernan Dewsbury-Hall |     | 80’ |
| C               | 39 | Mathis Amougou        |     |     |
| A               | 18 | Christopher Nkunku    |     |     |
| A               | 19 | Jadon Sancho          | 85’ | 61’ |
| A               | 32 | Tyrique George        |     |     |
| A               | 38 | Marc Guiu             |     | 87’ |
| Allenatore:     |    |                       |     |     |
| Enzo Maresca    |    |                       |     |     |

| Assistenti arbitrali: Senad Ibrišimbegović (Bosnia ed Erzegovina) Davor Beljo (Bosnia ed Erzegovina) Quarto ufficiale: Halil Umut Meler (Turchia) Assistente di riserva: Kerem Mersoy (Turchia) VAR: Jérôme Brisard (Francia) Assistente al VAR: Willy Delajod (Francia) Supporto al VAR: Marco Di Bello (Italia) | Regole dell'incontro - due tempi regolamentari da 45 minuti ciascuno; - due tempi supplementari da 15 minuti ciascuno in caso di parità; - tiri di rigore in caso di ulteriore parità; inizialmente cinque per squadra, e a oltranza fino a spareggio in caso di ulteriore parità; - numero massimo di 23 giocatori per squadra a referto (11 in campo e 12 come potenziali sostituti); - cinque sostituzioni permesse nei tempi regolamentari; una sesta permessa nei tempi supplementari. |

## Statistiche
| Statistiche       | Betis | Chelsea |
| ----------------- | ----- | ------- |
| Reti segnate      | 1     | 0       |
| Tiri totali       | 7     | 4       |
| Tiri in porta     | 2     | 1       |
| Parate            | 1     | 1       |
| Possesso palla    | 33%   | 67%     |
| Calci d'angolo    | 3     | 2       |
| Falli commessi    | 9     | 6       |
| Fuorigioco        | 0     | 1       |
| Cartellini gialli | 0     | 0       |
| Cartellini rossi  | 0     | 0       |

| Statistiche       | Betis | Chelsea |
| ----------------- | ----- | ------- |
| Reti segnate      | 0     | 4       |
| Tiri totali       | 6     | 7       |
| Tiri in porta     | 1     | 6       |
| Parate            | 2     | 1       |
| Possesso palla    | 40%   | 60%     |
| Calci d'angolo    | 1     | 2       |
| Falli commessi    | 7     | 6       |
| Fuorigioco        | 0     | 2       |
| Cartellini gialli | 2     | 3       |
| Cartellini rossi  | 0     | 0       |

| Statistiche       | Betis | Chelsea |
| ----------------- | ----- | ------- |
| Reti segnate      | 1     | 4       |
| Tiri totali       | 13    | 11      |
| Tiri in porta     | 3     | 7       |
| Parate            | 3     | 2       |
| Possesso palla    | 36%   | 64%     |
| Calci d'angolo    | 4     | 4       |
| Falli commessi    | 16    | 12      |
| Fuorigioco        | 0     | 3       |
| Cartellini gialli | 2     | 3       |
| Cartellini rossi  | 0     | 0       |